# Храм Неба
Храм Неба (кин. 佑國寺) је будистички храм североисточно од Каифенга, у провинцији Хенан, Кина. Саграђена је током владавине династије Сунг (960 — 1279). Централно место у овом храму припада Гвозденој пагоди у карактеристичном кинеском стилу — ремек делу будистичке и кинеске сакралне архитектуре 11. века.

## Историја
Првобитни храм је био величанствен по свом изгледу, пространству и грађевинама. Састојао се од са 280 дворана и 24 храма. Каифенг је у том раздобљу био главни град династије Сунг, па је храм био важно место које су често посћивали цареви династије.
У храму су редовно одржавани Царски прегледи, а кандидати из целе кинеске империје долазили су храм ради полагања испита за државну службу.
Године 1841. Жута река је током велике полаве прелила храм и град Каифенг. Хиљадугодишњи храм се већим делом срушио под ударима воде, али је Гвоздан пагода остала чврста и преживела је поплаву.

## Гвоздена пагода
У главном граду династије Сунг у граду Каифенг, чувени архитекта Ју Хао саградио је величанствену дрвену пагоду као део Храма Неба (између 965 и 955. године). Ову пагоду су многи његови сувременици сматрали чудом сакралне архитектуре.
Након што је пагода изгорјела 1044. године у пожару насталом након удара грома, по налогу налогу цара Рензонга (1022 — 1063), саграђена је нова пагода 1049. године на истом простору. Овога пута кула је саграђена од незапаљиве цигле и камена и названа је Гвоздана пагода" због своје гвоздено-сиве боје када се посматра са даљине (јер су њене опеке декорисан глазуром црвене, смеђе, плаве и зелене боје).
Након што је 1847. године Жута река преплавила своје обале, и порушила многе грађевине у Храму Неба храму храм у, Гвоздна пагода је преживела. Од свог настанка до данас након скоро 1000 година, пагода је преживела 38 земљотреса, шест поплава и много других катастрофа.
Године 1994. Гвоздена пагода послужила је као мотив за израду јубиларне инеске поштанској марки од два јуана.